# Dimanches à l'Élysée
Albums de Alain Bashung
Bijoux, bijoux
(2008) À perte de vue
(2009)
Dimanches à l'Élysée est le cinquième album en public d'Alain Bashung, paru le 16 novembre 2009 chez Barclay Records. Il retrace la tournée 2008-2009 du chanteur qui fait suite à son dernier album Bleu pétrole.

## Historique
Dimanches à l'Élysée est un album enregistré en public. Il correspond à la tournée qu'Alain Bashung a effectuée en 2008-2009 alors qu'il luttait contre la maladie qui devait l'emporter le 14 mars 2009. Cet album reprend l'essentiel des titres de Bleu pétrole, son album studio sorti en 2008, et une quinzaine de titres reflétant sa carrière. 
Les captations ont été prises pour l'essentiel le 14 décembre 2008 dans la salle parisienne de l'Élysée Montmartre. Le titre qui y fait référence est également un clin d'oeil à la chanson Le dimanche à Tchernobyl (issue de l'album L'imprudence en 2002).

## Liste des titres

### CD 1
| No  | Titre                 | Auteur | Durée |
| --- | --------------------- | ------ | ----- |
| 1.  | Comme un Lego         |        | 9:45  |
| 2.  | Je t’ai manqué        |        | 3:40  |
| 3.  | Hier à Sousse         |        | 3:39  |
| 4.  | Volontaire            |        | 2:58  |
| 5.  | Mes prisons           |        | 3:42  |
| 6.  | Samuel Hall           |        | 5:50  |
| 7.  | Vénus                 |        | 4:01  |
| 8.  | La nuit je mens       |        | 4:55  |
| 9.  | Je tuerai la pianiste |        | 4:42  |
| 10. | Légère Éclaircie      |        | 5:18  |
| 11. | Mes bras              |        | 5:30  |

### CD 2
| No  | Titre                            | Auteur | Durée |
| --- | -------------------------------- | ------ | ----- |
| 1.  | À perte de vue                   |        | 7:05  |
| 2.  | Happe                            |        | 3:24  |
| 3.  | J’passe pour une caravane        |        | 3:39  |
| 4.  | Everybody’s Talkin’              |        | 3:09  |
| 5.  | Osez Joséphine                   |        | 3:56  |
| 6.  | Fantaisie militaire              |        | 5:51  |
| 7.  | Madame rêve                      |        | 6:21  |
| 8.  | To Bill (en duo avec Chloé Mons) |        | 4:27  |
| 9.  | Vertige de l’amour               |        | 3:24  |
| 10. | Malaxe                           |        | 8:30  |
| 11. | Angora                           |        | 2:40  |
| 12. | Nights in White Satin            |        | 4:23  |

## Musiciens
- Alain Bashung : chant, guitare, harmonica
- Yan Péchin : guitares, banjo
- Bobby Jocky : basse, contrebasse
- Jeff Assy : violoncelle, guitare
- Arnaud Dieterlen : batterie